# Donald Maitland

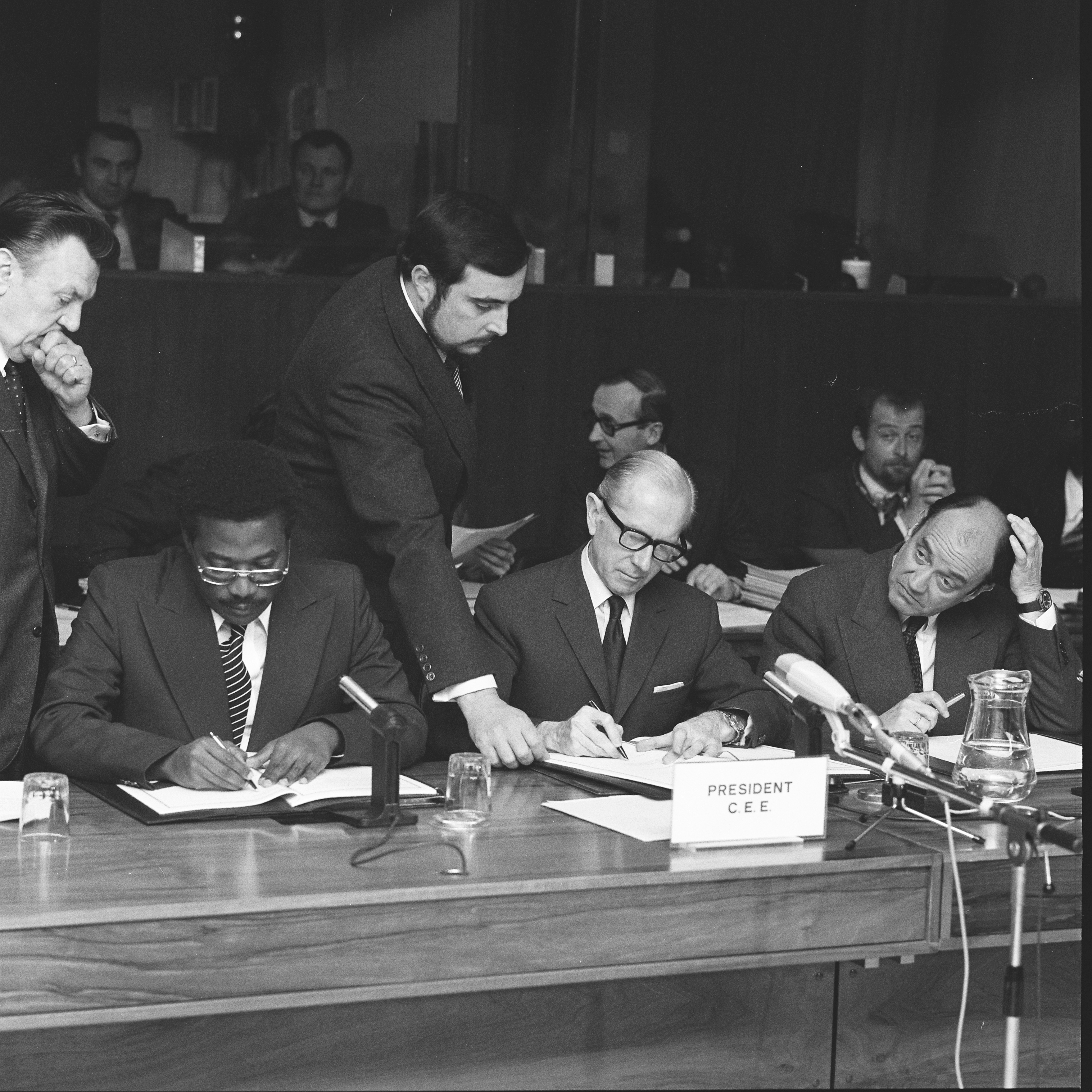
Sir Donald Maitland (Mitte) als Präsident des Botschafterausschusses der Europäischen Wirtschaftsgemeinschaft EWG (1977).

Sir Donald James Dundas Maitland, GCMG, OBE (* 16. August 1922 in Edinburgh; † 22. August 2010) war ein britischer Diplomat und Regierungsbeamter, der unter anderem zwischen 1973 und 1974 Ständiger Vertreter des Vereinigten Königreichs bei den Vereinten Nationen sowie von 1980 bis 1982 als Permanent Under-Secretary of State, Department of Energy Ständiger Unterstaatssekretär und damit höchster Beamter des Energieministeriums war.

## Leben
Donald James Dundas Maitland war der jüngste von vier Söhnen von Thomas Douglas Maitland (1885–1976) und Wilhelmina Sarah Dundas. Während seine Brüder Douglas D. Maitland und Ian Cowie Maitland als Colonel beziehungsweise Major in der British Army dienten, war sein Bruder Alastair George Maitland (1916–2011) ebenfalls Diplomat, Generalkonsul in New Orleans, Jerusalem, Cleveland und Boston sowie zwischenzeitlich von 1968 bis 1971 Generaldirektor des Amtes für Handelsentwicklung BTDO (British Trade Development Office). Er selbst leistete nach dem Besuch des 1741 gegründeten George Watson’s College während des Zweiten Weltkrieges Militärdienst als Offizier bei den Rajput Rifles und den Royal Scots. Nach einem Studium an der University of Edinburgh trat er 1947 in den diplomatischen Dienst (His Majesty’s Diplomatic Service) ein und fand in den folgenden Jahren zahlreiche Verwendungen an Auslandsvertretungen sowie im Außenministerium. Er war zwischen 1956 und 1956 Direktor des Middle East Centre for Arab Studies (MECAS), eine Arabisch-Sprachschule, die von der britischen Armee während des Zweiten Weltkrieges in Jerusalem gegründet und anschließend als zivile Einrichtung in den Libanon in der Nähe von Beirut verlegt wurde, wo sie zwischen 1947 und 1978 betrieben wurde. Für seine Verdienste wurde er 1960 zum Officer des Order of the British Empire (OBE) ernannt. Nachdem er zwischen 1963 und 1965 Botschaftsrat an der Botschaft in Ägypten war, fungierte er von 1965 und 1967 als Leiter des Referats Nachrichten (Head of News Department, Foreign Office), welches für Kontakte zu Presse und Rundfunk zuständig war. Für seine Verdienste wurde er 1967 zum Companion des Order of St Michael and St George (CMG) ernannt.
Daraufhin war Maitland als Nachfolger von Murray MacLehose, Baron MacLehose of Beoch zwischen 1967 und seiner Ablösung durch John Graham 1969 Erster Privatsekretär (Principal Private Secretary) von Außenminister George Brown beziehungsweise ab dem 16. März 1968 von dessen Nachfolger Michael Stewart. Mit dem Amtsantritt von Stewart 1968 kam es zu einer Reorganisation des bisherigen Außenministeriums (Foreign Office), welches mit dem erst seit 1966 bestehenden Ministerium für Angelegenheiten des Commonwealth of Nations (Commonwealth Office) zum Ministerium für Auswärtiges und Angelegenheiten des Commonwealth FCO (Foreign and Commonwealth Office) zusammengelegt wurde. 1969 wurde er zum Botschafter in Libyen ernannt und übergab dort als Nachfolger von Sir Roderick Sarell seine Akkreditierung übergab. Er verblieb auf diesem Posten bis 1970 und wurde daraufhin von Peter Tripp abgelöst. In der darauf folgenden Regierung der Conservative Party war er von 1970 bis 1973 Chef-Pressesekretär von Premierminister Edward Heath. Für seine Verdienste wurde er am 25. Juli 1973 als Knight Bachelor (Kt) geadelt, so dass er fortan das Prädikat „Sir“ führte.
1973 wurde Sir Donald Maitland Nachfolger von Sir Colin Crowe als Ständiger Vertreter des Vereinigten Königreichs bei den Vereinten Nationen in New York City. Er bekleidete diese Funktion bis 1974 und wurde daraufhin von Ivor Richard abgelöst. Er selbst kehrte daraufhin 1974 ins Außenministerium zurück und war als Nachfolger von Sir Oliver Wright als Deputy Under-Secretary for Foreign and Commonwealth Affairs (Economic) bis zu seiner Ablösung durch Sir Norman Statham 1975 Leiter der Wirtschaftsabteilung. Danach übernahm er von Sir Michael Palliser den Posten als Ständiger Vertreter des Vereinigten Königreichs bei den Europäischen Gemeinschaften. Er verblieb in dieser Funktion bis 1979 und wurde daraufhin von Sir Michael Butler abgelöst. Für seine langjährigen Verdienste wurde er im Rahmen der „Birthday Honours“ am 11. Juni 1977 zum Knight Grand Cross des Order of St Michael and St George (GCMG) erhoben. Nach der Abberufung von seinem Posten in Brüssel übernahm er 1980 kurzzeitig den speziell geschaffenen Posten als Leitender Stellvertretender Unterstaatssekretär im Außenministerium (Senior Deputy Under-Secretary for Foreign and Commonwealth Affairs). Danach wechselte er 1980 ins Energieministerium (Department of Energy) und war bis 1982 als Permanent Under-Secretary of State, Department of Energy Ständiger Unterstaatssekretär und damit höchster Beamter dieses Ministeriums.
1995 wurde ihm von der University of Bath ein Ehren-Doktor der Rechte verliehen und von 1997 bis 2000 war er deren Prokanzler, ehe er zwischen 2000 und 2010 eine Gastprofessur an dieser Universität innehatte. Aus seiner 1950 geschlossenen Ehe mit Jean Marie Young gingen der Sohn Colin Maitland sowie die Tochter Alison Maitland hervor.

## Veröffentlichungen
- Diverse times, sundry places, Brighton 1996
- Europe and emerging Asia, Federal Trust, London 1998